# Warja Honegger Lavater
Warja Honegger-Lavater (Winterthur, 28 settembre 1913 – Zurigo, 3 maggio 2007) è stata un'illustratrice svizzera, famosa soprattutto per aver creato libri d'arte che rileggevano i classici della narrativa e delle favole preferendo l'uso della grafica simbolica invece di figure realistiche.

## Biografia
Warja Lavater ha vissuto i primi nove anni della sua vita a Mosca e ad Atene. Nel 1922, sua madre (l'autrice Mary Lavater-Sloman) ed il padre Emil Lavater (ingegnere) si trasferirono con la famiglia a Winterthur. Alla fine della Scuola superiore, Warja Lavater studiò arte grafica a Zurigo dal 1931 al 1935 al Fachklasse fur Grafik an der Kunstgewerbeschule Grafik (Accademia di belle arti).
Studiò successivamente a Stoccolma, Basilea, e Parigi, ed aprì il suo primo studio di grafica a Zurigo nel 1937 con Gottfried Honegger, il suo futuro marito. È stato qui che Warja Honegger-Lavater ebbe il primo incontro con i simboli che l'avrebbero accompagnata poi per tutto il corso della sua vita artistica. Una delle sue prime creazioni fu il logo con le tre chiavi realizzato per la Schweizerischen Bankverein (Società di banca svizzera), ed il logo per l'Esibizione Svizzera Nazionale del 1939.
Dopo il matrimonio con il signor Honegger nel 1940, ebbe due figlie: Bettina (nata nel 1943) e Cornelia (nata nel 1944, illustratrice scientifica).
Dal 1944 al 1958 lavorò moltissimo per il giornale per ragazzi Jeunesse realizzandone copertine, illustrazioni, e diventandone successivamente l'editore responsabile.
Si trasferì poi a New York nel 1958, dove cominciò ad illustrare riviste scientifiche per l'editore Visuals. Fu proprio nel primo periodo che visse a New York che Warja Honegger-Lavater incontrò il caleidoscopico mondo delle pubblicità americane: cominciò quindi a disegnare pittogrammi creando una nuova forma di linguaggio nei suoi lavori. Nel 1962 terminò il suo primo libro, William Tell (Guglielmo Tell) che fu pubblicato dal Museo di arte moderna di New York.
Dal 1963, l'editore francese Adrien Maeght pubblicò una serie di libri chiamati "Imageries" (Immaginazioni). I libri raccontavano le favole classiche dedicate ai bambini secondo un nuovo linguaggio fatto di forme semplici e colorate: dai Fratelli Grimm a Charles Perrault e Hans Christian Andersen. I libri erano realizzati in un'unica lunga pagina piegata e rilegata a soffietto ed una legenda all'inizio della storia spiegava come leggere i personaggi.
Nel 1995 creò dei video musicali molto colorati che alternavano grafie e forme diverse.
Al momento della morte si trovava di nuovo nella natia Svizzera.
Honegger-Lavater è una diretta discendente del poeta e studioso di fisiognomica Johann Kaspar Lavater.

## Lavori

### Libri
- William Tell, New York: Junior Council, Museo di Arte Moderna, 1962
- Das hässliche junge Entlein (The ugly duckling), Basilea: Basilius Presse, 1965.
- Das Feuer und seine Höhlen (The fire and its caves), Basilea: Basilius-Presse, 1967
- Ramalalup, Basilea: Basilius Presse, 1967
- Le non-obéissant. The disobedient. Der Ungehorsame, Basilea: Basilius Presse, 1968
- Imageries, (Perrault, Charles,; 1628-1703) Parigi: A. Maeght, 1965-1982

(v. 1). Le Petit Poucet (Il brutto anatroccolo)-- (v. 2). Blanche Neige (Biancaneve)-- (v. 3). Le Petit Chaperon Rouge (Cappuccetto rosso) -- (v. 4). La fable du Hasard -- (v. 5). La Belle au Bois dormant (La bella addormentata nel bosco)-- (v. 6). Cendrillon (Cenerentola).
Pubblicazioni indipendenti
- Le Petit Poucet, Parigi: A. Maeght, 1979
- Blanche Neige, Parigi: A. Maeght, 1974
- Le Petit Chaperon Rouge, Parigi: A. Maeght, 1965
- La fable du Hasard, Parigi: A. Maeght, 1968
- La Belle au Bois dormant, Parigi: A. Maeght, 1982
- Cendrillon, Parigi: A. Maeght, 1976
- Die Rose und der Laubfrosch: eine Fabel (The Rose and the Tree frog: a Fable), Zurigo: Edition Schlegl, 1978
- Spectacle: un conte, Parigi: A. Maeght, 1990
- Tanabata, Parigi: A. Maeght, 1994
- Perzeptionen: es spricht, die sicht im, Sicht, Gedicht, Zürich: Adolf Hürlimann, 1973

### Video
- Les Imageries, 6 film in animazione digitale, Parigi: IRCAM, 1995
  - Composizione: Warja Lavater based on the work of Charles Perrault
  - Produttore grafico: Mac Guff Ligne
  - Montaggio: Pierre Charvet

### Musica
- Liedli für Mutter und Kind für eine Singstimme und Klavier (composto con Gustav Kugler), Zollikon-Zürich:; Sämann-Verlag, 1944

Attuale logo di UBS rappresentante le tre chiavi simbolo dei tre valori cardine del Gruppo: fiducia, sicurezza e discrezione.

### Loghi
Warja Lavater ha anche creato uno dei loghi più famosi a livello mondiale: le tre chiavi raffiguranti i tre valori cardine di UBS, rinomata banca svizzera sia a livello nazionale che internazionale. Creato nel 1937 per la Swiss Bank Corporation, il logo rappresenta dal 1998 la banca elvetica e simboleggia la fiducia, la sicurezza e la discrezione che il colosso elvetico offre ai suoi clienti.

## Premi
- Imagina 1995 (dell'Institut National de l'Audiovisuel) premio per Les Imageries (video 1995)
  - Pixel-INA premio nella categoria Arte
  - Premio europeo del Media Invest Club
  - "meilleure bande son" (miglior colonna sonora)

## Mostre
- 1952 - New York, Galerie Wittenborn
- 1952 - Zurigo, Galerie 16
- 1962 - Zurigo, Galerie Laubli
- 1963 - Folded Stories, Zurigo, Galerie Renee Ziegler
- 1965 - Zurigo, Galerie Jurg Bally
- 1968 - Zurigo, Buchhandlung-Galerie Robert Krauthammer
- 1973 - Karlsruhe, Badischer Kunstverien
- 1974 - Zurigo, Buchhandlung-Galerie Robert Krauthammer
- 1975 - Freiberg, Galerie Mara
- 1976 - Monaco di Baviera, Galerie Jorg Walter Koch
- 1977 - Winterthur, Galerie ge
- 1979 - Berna, Galerie scapa
- 1979 - Zurigo, Galerie Maeght
- 1982 - Parigi, Galerie Adrien Maeght
- 1983 - Zurigo, Galerie Maeght
- 1983 - Moers, Galerie Linie, Stadtbibliothek Moers
- 1984 - Washington, Washington Project for the Arts
- 1984 - Parigi, Galerie Maximilien Guiol
- 1984 - Sciaffusa, Mini-Galerie
- 1985 - Parigi, Galerie Maximilien Guiol
- 1985 - Tubinga, Buchhandlung Druck und Buch
- 1986 - Aalborg, Nordjyllands Kunstmuseum
- 1987 - Parigi, Galerie Maximilien Guiol
- 1988 - Parigi, Boutique Paris-Musees, Forum des Halles
- 1988 - Parigi, Libraire-Galerie Maeght, Rive Droits
- 1990 - Zurigo, Helmhaus
- 1991 - Tubinga, Galerie Druck und Buch
- 1991 - Zurigo, Galerie Brigitte Weiss Archiviato il 1º marzo 2008 in Internet Archive.
- 1991 - Untitled - 1977 Accordion fold book with acrylic boards in a wood box, New York, Center for Book Arts
- 1993 - Tokyo, Maeght Tokyo-Spark Gallery
- 1994 - Winterthur, Kunstmuseum
- 1994 - Tolone, Passage de la Corderie
- 1994 - Ginevra, Galerie Equinoxe
- 1994 - Barcellona, Galerie Maeght
- 1995 - Tubinga, Galerie Druck und Buch
- 1995 - Zurigo, Galerie Brigitte Weiss Archiviato il 1º marzo 2008 in Internet Archive.
- 1996 - Francoforte sul Meno, Museum fur Kunsthandwerk
- 1996 - Baden, NAC Galerie
- 1996 - Bad Oeynhausen, 4. Marchentage
- 1996 - Warja Lavater, New York, Swiss Institute
- 1997 - Voyage dans le monde des contes, Yverdon-les-Bains, Hotel de Ville, 16 novembre-12 dicembre
- 1998 - Bilder - Buch - Sommer, Zurigo, Art Forum Ute Barth, June 19-June 26
- 1999 - Zurigo, Galerie Brigitte Weiss Archiviato il 1º marzo 2008 in Internet Archive.
- 1999 - Zeichnungen - drawings, Zurigo, Galerie Brigitte Weiss Archiviato il 1º marzo 2008 in Internet Archive., January 15-February 27
- 1999 - Nina Bovasso ... Christina Zurfluh, Zurigo, Galerie Brigitte Weiss Archiviato il 1º marzo 2008 in Internet Archive., January 15-February 27
- 1999 - Warja Lavater. Neue Arbeiten und Unikate, Zurigo, Galerie Brigitte Weiss Archiviato il 1º marzo 2008 in Internet Archive., May 7-June 26
- 2000 - New York - Zurich, Zurigo, Art Forum Ute Barth, May 24-June 23
- 2001 - Untitled - Gift of 16 books published between 1962 and 1971, Portland, Oregon, Multnomah County Library, May 15-June 30
- 2006 - Preview VII, Zurigo, Galerie Brigitte Weiss Archiviato il 1º marzo 2008 in Internet Archive., May 12-July 8
- 2007 - Preview VIII, Zurigo, Galerie Brigitte Weiss Archiviato il 1º marzo 2008 in Internet Archive., March 16-May 5